# Gorama strenuella
Gorama strenuella är en fjärilsart som beskrevs av Walker 1866. Gorama strenuella ingår i släktet Gorama och familjen mott. Inga underarter finns listade i Catalogue of Life.